# Phellia
Phellia  (Gosse, 1858) è un genere di celenterati antozoi nella superfamiglia Metridioidea dell'ordine Actiniaria. È l'unico genere della famiglia Phelliidae.

## Descrizione
La specie ha muscoli basilari e sfintere marginale mesogleale, colonna robusta, divisibile in scapus e scapulus; scapus con cuticola che forma tentacoli. Nessun cinclide. Tentacoli sistemati regolarmente. Mesenteri non divisibili in macro e microcnemi. Sei coppie di mesenteri perfetti e fertili ma spesso disposti in modo irregolare. Muscoli del divaricatore forti, limitati. Aconzio con nematocisti basitrici e p-amastigofori microbasici. Cnidoma: spirocisti, basitrici e p-mastigofori e p-amastigofori microbasici.

## Tassonomia
Il genere  Phellia ha avuto una storia tassonomica piuttosto travagliata. Descritta la prima volta dal naturalista britannico Henry Gosse nel 1858, venne assegnata da Verril alla sottofamiglia Phellinae. Successivamente venne assegnato alla famiglia incertae sedis e quindi alle Sagartiidae. Uno studio filogenetico pubblicato nel 2012 ha evidenziato che il posizionamento del genere all'interno delle Sagartiidae non era supportato dalle prove molecolari e pertanto è stato riproposto il posizionamento nella famiglia monogenerica Phelliidae assegnata alla superfamiglia Metridioidea.
Secondo il World Register of Marine Species (WORMS), il genere risulta composto dalle seguenti specie:
- Phellia aucklandica (Carlgren, 1924)
- Phellia coreopsis (Duchassaing & Michelotti, 1864)
- Phellia dubia (Carlgren, 1928)
- Phellia exlex  (McMurrich, 1904)
- Phellia gausapata  Gosse, 1858
- Phellia inornata  Verrill, 1869
- Phellia murocincta  Gosse, 1858
- Phellia norvegica Danielssen, 1890
- Phellia rubens  Verrill, 1869